# Grand Prix automobile de São Paulo 2024
GP précédent GP suivant
Le Grand Prix automobile de São Paulo 2024 (Formula 1 Heineken Grande Prêmio De São Paulo 2024), disputé le 3 novembre 2024 sur l'Autodromo José Carlos Pace à São Paulo, est la 1122e épreuve du championnat du monde de Formule 1 courue depuis 1950. Il s'agit de la 51e édition du Grand Prix brésilien comptant pour le championnat du monde de Formule 1, de la quarante-deuxième courue sur la piste d'Interlagos et de la vingt-et-unième manche du championnat 2024. Depuis 2021, il ne s'agit désormais plus du Grand Prix du Brésil mais de celui de la ville São Paulo. Il s'agit de l'avant-dernier weekend de Grand Prix comprenant l'organisation d'une course sprint le samedi.
Auteur du meilleur temps des qualifications pour le sprint, Oscar Piastri mène 22 des 24 tours avant de céder sa place, sur l'injonction de son stand, à son coéquipier Lando Norris, qui le suit comme son ombre depuis le départ, dans le but d'améliorer sa situation face à Max Verstappen dans la quête du championnat du monde. Cet échange de positions survient juste avant le lancement d'une procédure de voiture de sécurité virtuelle pour dégager la Haas de Nico Hülkenberg, en panne en bord de piste. Si Max Verstappen passe la ligne d'arrivée en troisième position, après avoir dépassé Charles Leclerc, il est ensuite pénalisé de cinq secondes pour excès de vitesse sous le régime de la VSC et recule à la quatrième place, derrière Leclerc. Suivent dans les points, Carlos Sainz, George Russell, Pierre Gasly et Sergio Pérez. Les qualifications du Grand Prix sont reportées au dimanche matin en raison de violentes chutes de pluie.
Les qualifications débutent dès 7 h 30 le dimanche matin, sur une piste mouillée et régulièrement arrosée par des averses ; elles sont ponctuées par cinq interruptions au drapeau rouge, pour autant d'accidents et de monoplaces détruites, notamment celles de Carlos Sainz, en Q2, et d'Alexander Albon, en Q3. La troisième phase des qualifications, où tous partent en pneus intermédiaires, est entièrement dominée par Lando Norris qui obtient sa huitième pole position, la septième de la saison. Le Britannique a des poursuivants inhabituels sur la grille de départ : George Russell en première ligne et, juste derrière, Yuki Tsunoda et Esteban Ocon qui n'ont jamais été à pareille fête en 2024. Cinquième, Liam Lawson devance Charles Leclerc sur la troisième ligne. Albon, auteur du septième temps, déclare forfait, sa Williams ne pouvant être réparée à temps. Piastri et Fernando Alonso occupent la quatrième ligne, devant Lance Stroll et Valtteri Bottas. Max Verstappen, piégé par un drapeau rouge lors de son tour rapide en Q2, doit se contenter du douzième temps et part dix-septième en raison d'une pénalité pour le changement de son moteur.
Le départ du Grand Prix est avancé d'une heure et demie en raison de conditions météorologiques défavorables. À l'issue d'une course disputée dans des conditions par moments dantesques, Max Verstappen se met en position de remporter son quatrième titre mondial dès la course suivante, à Las Vegas ; il remporte la soixante-deuxième victoire de sa carrière, sa huitième de la saison, 133 jours et dix Grands Prix après la précédente, grâce à une fantastique remontée et en marquant le point du meilleur tour. Pour avoir pu, comme lui, rester en piste sous le déluge avant de profiter d'une interruption au drapeau rouge, les pilotes Alpine, Esteban Ocon et Pierre Gasly, l'accompagnent sur le podium. Norris, seulement sixième, compte désormais 62 points de retard sur le Néerlandais à trois courses du terme.
Le départ de la course se fait en deux temps, Lance Stroll se plantant dans le gravier lors du premier tour de formation. Lors du second départ, sur une piste détrempée, en pneus intermédiaires et sous un ciel très menaçant, Russell prend le meilleur sur Norris et passe les vingt-sept premiers tours en tête. Verstappen remonte dans les points après seulement deux tours, ayant notamment dépassé en plusieurs monoplaces par l'extérieur du virage no 3 ; au onzième tour, il est sixième derrière Leclerc. La pluie s'intensifie et, à partir de la vingt-cinquième boucle, un déluge s'abat sur Interlagos. Hülkenberg part en tête-à-queue et reste bloqué sur un vibreur, déclenchant une procédure de voiture de sécurité virtuelle. Si Russell, Norris et Tsunoda, qui occupent les trois premières places, et pratiquement tous ceux qui les suivent, rentrent au stand pour changer de pneus au moment où la procédure s'achève, Ocon, Verstappen et Gasly choisissent de rester en piste et se retrouvent dans cet ordre en tête de la course. 
Sous le déluge, Norris dépasse Russell au freinage du virage no 4 et prend la quatrième place, juste avant que la direction de course ne décide de faire sortir la voiture de sécurité. Derrière elle, au trente-et-unième tour, Franco Colapinto part à la faute et détruit sa Williams dans les protections ; l'épave de la monoplace rebondit et termine en pleine piste, ce qui déclenche immédiatement l'interruption de l'épreuve au drapeau rouge : Ocon, Verstappen et Gasly gagnent ainsi un changement de pneumatiques gratuit en attendant la relance. Après une vingtaine de minutes, les pilotes repartent, derrière la voiture de sécurité ; quand elle s'écarte, Ocon conserve sa première place et augmente peu à peu son avance sur Verstappen pour la porter au delà des deux secondes. Au trente-huitième tour, Sainz part en toupie et abîme sa SF-24 dans le muret ; les voitures se regroupent à nouveau derrière la voiture de sécurité. Quand elle s'efface, au quarante-troisième tour, deux événements lourds de conséquences pour le championnat se produisent simultanément : Verstappen freine plus tard que Ocon et le dépasse par l'intérieur au premier virage, tandis que Norris rate le sien, sort de la piste, et revient sur le tarmac en sixième position, dépassé par Russell et Leclerc. 
Verstappen s'envole en tête, battant le record du tour à chaque passage et termine avec plus de dix-neuf secondes d'avance sur Ocon, et son coéquipier Gasly ; il faut remonter au Grand Prix d'Espagne 1997 pour trouver deux Français sur le podium. Russell tente jusqu'au bout de ravir le podium à Gasly, sans réussir à porter une attaque. Leclerc arrive cinquième en résistant sur la fin au retour de Norris. Tsunoda se classe septième, Piastri étant pénalisé de dix secondes pour avoir accroché Lawson. Ce dernier réussit à prendre la neuvième place en gardant derrière lui Hamilton, dernier pilote dans les points et Pérez qui se classe onzième. 
La situation au classement du championnat évolue favorablement pour Max Verstappen (393 points) qui met Lando Norris à distance (331 points) et n'a qu'à finir devant lui lors de la course suivante, à Las Vegas, pour remporter un quatrième titre mondial. Charles Leclerc (307 points) tient fermement la troisième place devant Oscar Piastri (262 points) et Carlos Sainz (244 points). Les pilotes Mercedes échangent leurs positions, George Russell (192 points) s'emparant de la sixième place aux dépens de Lewis Hamilton (190 points). Sergio Pérez (151 points) plafonne derrière eux. Suivent Fernando Alonso (62 points) et Nico Hülkenberg, dixième avec 31 points. Chez les constructeurs, le match est toujours aussi serré entre McLaren (593 points), Ferrari (557 points) et Red Bull (544 points). Esseulée, Mercedes (382 points) occupe la quatrième place, loin devant devant Aston Martin (86 points). Grâce à son double podium, Alpine (49 points) grimpe d'un coup au sixième rang, devançant désormais Haas (46 points), Racing Bulls (44 points) et Williams (17 points) ; Kick Sauber n'a toujours pas marqué de points après vingt-et-une courses.

## Contexte avant la course

### Bearman remplace Magnussen
Souffrant, Kevin Magnussen doit céder le volant de sa Haas VF-24 à Oliver Bearman, appelé au pied levé, pour la journée de vendredi où se déroule l'unique séance d'essais ainsi que les qualifications pour le sprint. Bearman disputant les qualifications pour le sprint, il prendra également le départ de cette épreuve le samedi, quel que soit l'état de santé de Magnussen,.
À la suite des qualifications sprint, Haas annonce que Magnussen souffre de nausées et n'est pas en mesure de faire son retour dans la monoplace le samedi ; Bearman le remplace donc jusqu'à la fin du weekend,.
Ce troisième départ en Grand Prix au cours de la saison remet en question le statut de rookie de Bearman ; Haas devra obtenir une dérogation de la FIA pour qu'il puisse participer aux essais réservés aux pilotes novices à Abou Dabi en fin de saison.

### Clarification de dénomination pour Racing Bulls en 2025
En début de saison, la Scuderia AlphaTauri a, à nouveau, changé de nom, seulement quatre ans après avoir modifié son ancienne identité (Scuderia Toro Rosso) pour devenir l'écurie Racing Bulls. Pour autant, la monoplace est désignée sous le nom VCARB 01 qui reprend l'acronyme de Visa Cash App RB, le principal sponsor de l'équipe. L'équipe annonçait, dès le début de la saison, que cet état de fait entretenait un flou dans la désignation de l'équipe par les amateurs et les médias (qui l'appellent RB, RB F1, VCARB ou Racing Bulls). Racing Bulls, le nom officiel de la société, sera l'unique choix en termes de communication et d'enregistrement auprès de la FIA en 2025.

## Pneus disponibles
| Pneus pour piste sèche | Pneus pour piste sèche | Pneus pour piste sèche | Pneus pluie    | Pneus pluie |
| ---------------------- | ---------------------- | ---------------------- | -------------- | ----------- |
| Durs (Type C3)         | Medium (Type C4)       | Tendres (Type C5)      | Intermédiaires | Pluie       |

## Essais libres et qualifications sprint

### Première séance d'essais libres, le vendredi de 11 h 30 à 12 h 30
| Pos. | Pilote          | Voiture           | Chrono         | Écart     |
| ---- | --------------- | ----------------- | -------------- | --------- |
| 1    | Lando Norris    | McLaren-Mercedes  | 1 min 10 s 610 |           |
| 2    | George Russell  | Mercedes          | 1 min 10 s 791 | + 0 s 181 |
| 3    | Oliver Bearman  | Haas-Ferrari      | 1 min 10 s 805 | + 0 s 195 |
| 4    | Oscar Piastri   | McLaren-Mercedes  | 1 min 10 s 950 | + 0 s 340 |
| 5    | Alexander Albon | Williams-Mercedes | 1 min 10 s 955 | + 0 s 345 |
| 6    | Charles Leclerc | Ferrari           | 1 min 11 s 038 | + 0 s 428 |

### Qualifications pour le sprint, le vendredi de 15 h 30 à 16 h 14
| Pos. | Pilote           | Écurie                  | Qualifications 1 | Qualifications 2 | Qualifications 3 |
| --- | ---------------- | ----------------------- | ---------------- | ---------------- | ---------------- |
| 1 | Oscar Piastri    | McLaren-Mercedes        | 1 min 10 s 265   | 1 min 09 s 239   | 1 min 08 s 899   |
| 2 | Lando Norris     | McLaren-Mercedes        | 1 min 09 s 477   | 1 min 09 s 063   | 1 min 08 s 928   |
| 3 | Charles Leclerc  | Ferrari                 | 1 min 10 s 388   | 1 min 09 s 248   | 1 min 09 s 153   |
| 4 | Max Verstappen   | Red Bull-Honda RBPT     | 1 min 10 s 409   | 1 min 09 s 489   | 1 min 09 s 219   |
| 5 | Carlos Sainz Jr. | Ferrari                 | 1 min 10 s 503   | 1 min 09 s 500   | 1 min 09 s 257   |
| 6 | George Russell   | Mercedes                | 1 min 10 s 479   | 1 min 09 s 683   | 1 min 09 s 443   |
| 7 | Pierre Gasly     | Alpine-Renault          | 1 min 10 s 630   | 1 min 09 s 610   | 1 min 09 s 622   |
| 8 | Liam Lawson      | Racing Bulls-Honda RBPT | 1 min 10 s 576   | 1 min 09 s 827   | 1 min 09 s 941   |
| 9 | Alexander Albon  | Williams-Mercedes       | 1 min 10 s 366   | 1 min 09 s 844   | 1 min 10 s 078   |
| 10 | Oliver Bearman   | Haas-Ferrari            | 1 min 10 s 422   | 1 min 09 s 629   | Pas de temps     |
| 11 | Lewis Hamilton   | Mercedes                | 1 min 10 s 625   | 1 min 09 s 941   |                  |
| 12 | Nico Hülkenberg  | Haas-Ferrari            | 1 min 10 s 466   | 1 min 09 s 964   |                  |
| 13 | Sergio Pérez     | Red Bull-Honda RBPT     | 1 min 10 s 392   | 1 min 10 s 024   |                  |
| 14 | Franco Colapinto | Williams-Mercedes       | 1 min 10 s 470   | 1 min 10 s 275   |                  |
| 15 | Valtteri Bottas  | Kick Sauber-Ferrari     | 1 min 10 s 861   | 1 min 10 s 595   |                  |
| 16 | Fernando Alonso  | Aston Martin-Mercedes   | 1 min 10 s 978   |                  |                  |
| 17 | Esteban Ocon     | Alpine-Renault          | 1 min 11 s 052   |                  |                  |
| 18 | Yuki Tsunoda     | Racing Bulls-Honda RBPT | 1 min 11 s 121   |                  |                  |
| 19 | Lance Stroll     | Aston Martin-Mercedes   | 1 min 11 s 280   |                  |                  |
| 20 | Zhou Guanyu      | Kick Sauber-Ferrari     | 1 min 12 s 978   |                  |                  |
| Temps minimal à réaliser pour la qualification : 1 min 14 s 340 (107 % du meilleur temps en Q1 : 1 min 09 s 477) |                  |                         |                  |                  |                  |

### Grille de départ
- Fernando Alonso, auteur du seizième temps, est pénalisé d'un départ depuis la voie des stands après un changement de spécification de carrosserie et un changement de réglage de suspension de sa monoplace lors de la procédure de parc fermé[13] ;
- Lance Stroll, auteur du dix-neuvième temps, est pénalisé d'un départ depuis la voie des stands après un changement de spécification de carrosserie et un changement de réglage de suspension de sa monoplace lors de la procédure de parc fermé[13] ;
- Zhou Guanyu, auteur du vingtième et dernier temps, est pénalisé d'un départ depuis la voie des stands après un changement de réglage de suspension de sa monoplace lors de la procédure de parc fermé[13],[14].

## Sprint et qualifications pour le Grand Prix

### Course sprint, le samedi  de 11 h à 12 h
| Pos. | Pilote           | Voiture                 | Tours | Temps/Abandon                    | Grille  | Points |
| ---- | ---------------- | ----------------------- | ----- | -------------------------------- | ------- | ------ |
| 1    | Lando Norris     | McLaren-Mercedes        | 24    | 29 min 46 s 045 (208,388 km/h)   | 2       | 8      |
| 2    | Oscar Piastri    | McLaren-Mercedes        | 24    | + 0 s 593                        | 1       | 7      |
| 3    | Charles Leclerc  | Ferrari                 | 24    | + 5 s 656                        | 3       | 6      |
| 4    | Max Verstappen   | Red Bull-Honda RBPT     | 24    | + 6 s 497 (dont 5 s de pénalité) | 4       | 5      |
| 5    | Carlos Sainz Jr. | Ferrari                 | 24    | + 7 s 224                        | 5       | 4      |
| 6    | George Russell   | Mercedes                | 24    | + 12 s 475                       | 6       | 3      |
| 7    | Pierre Gasly     | Alpine-Renault          | 24    | + 18 s 161                       | 7       | 2      |
| 8    | Sergio Pérez     | Red Bull-Honda RBPT     | 24    | + 18 s 717                       | 13      | 1      |
| 9    | Liam Lawson      | Racing Bulls-Honda RBPT | 24    | + 20 s 773                       | 8       |        |
| 10   | Alexander Albon  | Williams-Mercedes       | 24    | + 24 s 606                       | 9       |        |
| 11   | Lewis Hamilton   | Mercedes                | 24    | + 29 s 764                       | 11      |        |
| 12   | Franco Colapinto | Williams-Mercedes       | 24    | + 33 s 233                       | 14      |        |
| 13   | Esteban Ocon     | Alpine-Renault          | 24    | + 34 s 128                       | 16      |        |
| 14   | Oliver Bearman   | Haas-Ferrari            | 24    | + 35 s 507                       | 10      |        |
| 15   | Yuki Tsunoda     | Racing Bulls-Honda RBPT | 24    | + 41 s 374                       | 17      |        |
| 16   | Valtteri Bottas  | Kick Sauber-Ferrari     | 24    | + 43 s 231                       | 15      |        |
| 17   | Zhou Guanyu      | Kick Sauber-Ferrari     | 24    | + 54 s 139                       | Pitlane |        |
| 18   | Fernando Alonso  | Aston Martin-Mercedes   | 24    | + 56 s 537                       | Pitlane |        |
| 19   | Lance Stroll     | Aston Martin-Mercedes   | 24    | + 57 s 983                       | Pitlane |        |
| Abd. | Nico Hülkenberg  | Haas-Ferrari            | 19    | Boîte de vitesses                | 12      |        |

### Qualifications, le dimanche de 7 h 30 à 8 h 30
Le Grand Prix de São Paulo voit son planning perturbé après le report des qualifications à cause de conditions météorologiques dantesques le samedi soir. La FIA a essayé, sans succès, de retarder au maximum la séance qualificative avant de confirmer que les qualifications pour le Grand Prix sont fixées le dimanche à 7 h 30, soit cinq heures avant le départ de la course, qui aura donc lieu plus tôt que prévu,,.
En effet, la course était prévue à 14 h mais, en raison de prévisions météorologiques défavorables, le départ a été avancé de 90 minutes. Le directeur général de la FIA, Davide Martin déclare : « La décision a été prise, après consultation des commissaires sportifs, de programmer les qualifications à 7 h 30 le dimanche matin avant le Grand Prix à 12 h 30. Cela nous permettra de maximiser nos chances d’offrir aux fans une journée de course et la FIA et la Formule 1 estiment que ce changement d'horaire est nécessaire et la bonne chose à faire pour tous nos fans passionnés. »
La séance de qualifications est marquée par cinq sorties du drapeau rouge après autant de sorties de piste de Franco Colapinto, Carlos Sainz Jr., Lance Stroll, Fernando Alonso et Alexander Albon.
| Pos. | Pilote           | Écurie                  | Qualifications 1 | Qualifications 2 | Qualifications 3 |
| --- | ---------------- | ----------------------- | ---------------- | ---------------- | ---------------- |
| 1 | Lando Norris     | McLaren-Mercedes        | 1 min 30 s 944   | 1 min 24 s 844   | 1 min 23 s 405   |
| 2 | George Russell   | Mercedes                | 1 min 29 s 121   | 1 min 26 s 307   | 1 min 23 s 578   |
| 3 | Yuki Tsunoda     | Racing Bulls-Honda RBPT | 1 min 29 s 172   | 1 min 26 s 464   | 1 min 24 s 111   |
| 4 | Esteban Ocon     | Alpine-Renault          | 1 min 29 s 171   | 1 min 26 s 206   | 1 min 24 s 475   |
| 5 | Liam Lawson      | Racing Bulls-Honda RBPT | 1 min 30 s 758   | 1 min 25 s 654   | 1 min 24 s 484   |
| 6 | Charles Leclerc  | Ferrari                 | 1 min 29 s 839   | 1 min 26 s 097   | 1 min 24 s 525   |
| 7 | Alexander Albon  | Williams-Mercedes       | 1 min 29 s 072   | 1 min 25 s 889   | 1 min 24 s 657   |
| 8 | Oscar Piastri    | McLaren-Mercedes        | 1 min 30 s 114   | 1 min 25 s 179   | 1 min 24 s 686   |
| 9 | Fernando Alonso  | Aston Martin-Mercedes   | 1 min 30 s 207   | 1 min 25 s 035   | 1 min 28 s 998   |
| 10 | Lance Stroll     | Aston Martin-Mercedes   | 1 min 30 s 580   | 1 min 26 s 334   | Pas de temps     |
| 11 | Valtteri Bottas  | Kick Sauber-Ferrari     | 1 min 30 s 633   | 1 min 26 s 472   |                  |
| 12 | Max Verstappen   | Red Bull-Honda RBPT     | 1 min 28 s 522   | 1 min 27 s 771   |                  |
| 13 | Sergio Pérez     | Red Bull-Honda RBPT     | 1 min 30 s 035   | 1 min 28 s 158   |                  |
| 14 | Carlos Sainz Jr. | Ferrari                 | 1 min 30 s 303   | 1 min 29 s 406   |                  |
| 15 | Pierre Gasly     | Alpine-Renault          | 1 min 29 s 420   | 1 min 29 s 614   |                  |
| 16 | Lewis Hamilton   | Mercedes                | 1 min 31 s 150   |                  |                  |
| 17 | Oliver Bearman   | Haas-Ferrari            | 1 min 31 s 229   |                  |                  |
| 18 | Franco Colapinto | Williams-Mercedes       | 1 min 31 s 270   |                  |                  |
| 19 | Nico Hülkenberg  | Haas-Ferrari            | 1 min 31 s 623   |                  |                  |
| 20 | Zhou Guanyu      | Kick Sauber-Ferrari     | 1 min 32 s 263   |                  |                  |
| Temps minimal à réaliser pour la qualification : 1 min 34 s 718 (107 % du meilleur temps en Q1 : 1 min 28 s 522) |                  |                         |                  |                  |                  |

### Grille de départ
- Max Verstappen, auteur du douzième temps, est pénalisé d'un recul de cinq places sur la grille après le changement, hors-quota, de son moteur ; il s'élance donc dix-septième[23],[24] ;
- Alexander Albon, auteur du septième temps mais victime d'une importante sortie de piste provoquée par une défaillance technique, déclare forfait pour la course, sa monoplace ne pouvant être réparée dans les délais[25] ;

## Course

### Classement de la course
| Pos.  | no | Pilote           | Écurie                  | Tours | Temps/Abandon                                        | Grille  | Points |
| ----- | -- | ---------------- | ----------------------- | ----- | ---------------------------------------------------- | ------- | ------ |
| 1     | 1  | Max Verstappen   | Red Bull-Honda RBPT     | 69    | 2 heures 06 min 54 s 430 (140,541 km/h)              | 17      | 25 + 1 |
| 2     | 31 | Esteban Ocon     | Alpine-Renault          | 69    | + 19 s 477                                           | 4       | 18     |
| 3     | 10 | Pierre Gasly     | Alpine-Renault          | 69    | + 22 s 532                                           | 13      | 15     |
| 4     | 63 | George Russell   | Mercedes                | 69    | + 23 s 265                                           | 2       | 12     |
| 5     | 16 | Charles Leclerc  | Ferrari                 | 69    | + 30 s 177                                           | 6       | 10     |
| 6     | 4  | Lando Norris     | McLaren-Mercedes        | 69    | + 31 s 372                                           | 1       | 8      |
| 7     | 22 | Yuki Tsunoda     | Racing Bulls-Honda RBPT | 69    | + 42 s 056                                           | 3       | 6      |
| 8     | 81 | Oscar Piastri    | McLaren-Mercedes        | 69    | + 44 s 943 (dont 10 s de pénalité)                   | 8       | 4      |
| 9     | 30 | Liam Lawson      | Racing Bulls-Honda RBPT | 69    | + 50 s 452                                           | 5       | 2      |
| 10    | 44 | Lewis Hamilton   | Mercedes                | 69    | + 50 s 753                                           | 14      | 1      |
| 11    | 11 | Sergio Pérez     | Red Bull-Honda RBPT     | 69    | + 51 s 531                                           | 12      |        |
| 12    | 50 | Oliver Bearman   | Haas-Ferrari            | 69    | + 57 s 085 (dont 10 s de pénalité purgées en course) | 15      |        |
| 13    | 77 | Valtteri Bottas  | Kick Sauber-Ferrari     | 69    | + 1 min 03 s 588                                     | 11      |        |
| 14    | 14 | Fernando Alonso  | Aston Martin-Mercedes   | 69    | + 1 min 18 s 049                                     | 9       |        |
| 15    | 24 | Zhou Guanyu      | Kick Sauber-Ferrari     | 69    | + 1 min 19 s 649                                     | 19      |        |
| Abd.  | 55 | Carlos Sainz Jr. | Ferrari                 | 38    | Accident                                             | Pitlane |        |
| Abd.  | 43 | Franco Colapinto | Williams-Mercedes       | 30    | Accident                                             | 16      |        |
| Dsq.  | 27 | Nico Hülkenberg  | Haas-Ferrari            | 30    | Aide extérieure                                      | 18      |        |
| Np.   | 18 | Lance Stroll     | Aston Martin-Mercedes   | 0     | Sortie de piste dans le tour de formation            | 10      |        |
| Forf. | 23 | Alexander Albon  | Williams-Mercedes       | 0     | Accident en qualifications                           | 7       |        |

### Pole position et record du tour
- Pole position :  Lando Norris (McLaren-Mercedes) en 1 min 23 s 405 (185,989 km/h)[31].
- Meilleur tour en course :  Max Verstappen (Red Bull-Honda RBPT) en 1 min 20 s 472 (192,768 km/h) au soixante-septième tour ; vainqueur de la course, il s'adjuge le point bonus associé[32].

### Tours en tête
- George Russell (Mercedes) : 28 tours (1-28)[33]
- Esteban Ocon (Alpine-Renault) : 14 tours (29-42)
- Max Verstappen (Red Bull-Honda RBPT) : 27 tours (43-69)

## Classements généraux à l'issue de la course
| Pos. | Pilote           | Écurie                  | Points |
| ---- | ---------------- | ----------------------- | ------ |
| 1    | Max Verstappen   | Red Bull-Honda RBPT     | 393    |
| 2    | Lando Norris     | McLaren-Mercedes        | 331    |
| 3    | Charles Leclerc  | Ferrari                 | 307    |
| 4    | Oscar Piastri    | McLaren-Mercedes        | 262    |
| 5    | Carlos Sainz Jr. | Ferrari                 | 244    |
| 6    | George Russell   | Mercedes                | 192    |
| 7    | Lewis Hamilton   | Mercedes                | 190    |
| 8    | Sergio Pérez     | Red Bull-Honda RBPT     | 151    |
| 9    | Fernando Alonso  | Aston Martin-Mercedes   | 62     |
| 10   | Nico Hülkenberg  | Haas-Ferrari            | 31     |
| 11   | Yuki Tsunoda     | Racing Bulls-Honda RBPT | 28     |
| 12   | Pierre Gasly     | Alpine-Renault          | 26     |
| 13   | Lance Stroll     | Aston Martin-Mercedes   | 24     |
| 14   | Esteban Ocon     | Alpine-Renault          | 23     |
| 15   | Kevin Magnussen  | Haas-Ferrari            | 14     |
| 16   | Alexander Albon  | Williams-Mercedes       | 12     |
| 17   | Daniel Ricciardo | Racing Bulls-Honda RBPT | 12     |
| 18   | Oliver Bearman   | Ferrari                 | 7      |
| 19   | Franco Colapinto | Williams-Mercedes       | 5      |
| 20   | Liam Lawson      | Racing Bulls-Honda RBPT | 4      |

| Pos. | Écurie                  | Points |
| ---- | ----------------------- | ------ |
| 1    | McLaren-Mercedes        | 593    |
| 2    | Ferrari                 | 557    |
| 3    | Red Bull-Honda RBPT     | 544    |
| 4    | Mercedes                | 382    |
| 5    | Aston Martin-Mercedes   | 86     |
| 6    | Alpine-Renault          | 49     |
| 7    | Haas-Ferrari            | 46     |
| 8    | Racing Bulls-Honda RBPT | 44     |
| 9    | Williams-Mercedes       | 17     |

## Statistiques
Le Grand Prix de São Paulo 2024 représente :
- la 8e pole position de Lando Norris, sa septième de la saison[35] ;
- la 62e victoire de  Max Verstappen, sa huitième de la saison[36] ;
- la 121e victoire pour Red Bull en tant que constructeur[37] ;
- la 29e victoire de Honda RBPT en tant que motoriste[38] ;
- le dernier Grand Prix dirigé par Niels Wittich ; Wittich a occupé le poste de directeur de course, partagé avec Eduardo Freitas, à partir de 2022, en remplacement de Michael Masi, démis de ses fonctions. À partir de 2023, il a occupé ce poste à plein temps[39],[40],[41].

Au cours de ce Grand Prix :
- à l'issue de la course, Max Verstappen devient le seul pilote à avoir gagné depuis dix positions différentes sur la grille de départ (1er, 2e, 3e, 4e, 6e, 7e, 9e, 10e, 14e et 17e[42]) ;
- Max Verstappen est élu « pilote du jour » à l'issue d'un vote organisé sur le site officiel de la Formule 1[43] ;
- deux pilotes français sont présents sur le podium pour la première fois depuis le Grand Prix d'Espagne 1997 avec Olivier Panis et Jean Alesi[44] ;
- Nico Hülkenberg est le premier pilote disqualifié au drapeau noir depuis Giancarlo Fisichella et Felipe Massa au Grand Prix du Canada 2007[44] ;
- Johnny Herbert (161 Grands Prix entre 1989 et 2000, 3 victoires et 7 podiums ; vainqueur des 24 Heures du Mans 1991, vainqueur des 12 Heures de Sebring 2002, champion de Speedcar Series en 2008) est nommé conseiller par la FIA pour aider dans leurs jugements le groupe des commissaires de course[45].